# Жуковский, Александр Иванович (политический деятель)
Александр Иванович Жуковский (род. 13 октября 1949, Тбилиси) — российский политический деятель, депутат Государственной Думы ФС РФ второго созыва (1995—1999). Бывший заместитель председателя ЛДПР.

## Биография
Родился в Тбилиси.
Окончил Всесоюзный заочный юридический институт.
Был председателем совета директоров коммерческого банка «Военкомбанк» (г. Москва), генеральным спонсором специальной олимпиады для детей-инвалидов.
Вступил в ЛДПСС одним из первых в 1991 году.

### Депутат государственной думы
В 1995 году включен в Федеральный список ЛДПР (номер 1 по Москве). Избран, вошёл в комитет ГД по проблемам Севера.
Был заместитель председателя ЛДПР, руководителем информационно-экономического управления ЦА ЛДПР.
В 1996 году был членом Высшего совета ЛДПР.